# 투발루의 국장

투발루의 국장

투발루의 국장은 1976년에 제정되었다. 금색 방패 바깥쪽에는 여덟 개의 바나나 잎과 여덟 개의 홍합이 장식되어 있다.
방패 안쪽에는 푸른 하늘 아래에 그려진 초록색 대지 위에 세워진 오두막이 그려져 있으며 오두막 아래에는 파란색과 금색 두 가지 색으로 구성된 물결 무늬가 그려져 있다. 방패 아래쪽에 있는 리본에는 투발루의 나라 표어이며 투발루의 국가 제목이기도 한 "전능함을 위한 투발루"("Tuvalu mo te Atua")가 투발루어로 쓰여져 있다.

## 같이 보기
- 투발루의 국기